# 남수림
남수림(1988년 3월 19일 ~ )은 대한민국의 여성 래퍼 겸 싱어송라이터이다.
랩 네임은 리미(Rimi)로, 메인 스트림 데뷔는 2009년 오버클래스 단체 앨범 College 2의 수록곡 "I'm Hot"이다. 일각에서는 윤미래와 더불어 대한민국 최고의 여성 래퍼로 평가받고 있으나, 한편으로는 논란의 대상으로 거론되는 래퍼이기도 하다. 최근에는 예명 대신 본명을 많이 사용하고 있다. 노지노 디스 사건 이후로 랩은 거의 접었으나 2016년 인스타그램을 통해 복귀를 알려 위키트리의 기사에 실리는 등 화제를 모으고 있다. 리스너들도 대부분 반가워 하는 입장이다.

## 학력
- 성공회대학교 신학과[출처 필요]

## 앨범

### 솔로 앨범
- <Awesome Girl> (Mixtape) (2008. 10. 9)
- <Awesome BITCHHHH!!!> (Mixtape) (2009. 2. 23)
- <Rap Messiah> (2010. 5. 10)
- <Elevator (음반)> (Digital Single) (2010. 8. 11)
- <Drive Me To The Moon> (EP) (2012. 7. 25)
- <요즘 유행하는 노래> (Digital Single) (2012. 8. 23)
- <싸구려 와인> (Digital Single) (2013. 7. 23)
- <변하고 있어> (Digital Single) (2014. 2. 7)
- <부동산> (Digital Single) (2014.09.18)
- <나도 그럴 수 있을까> (Digital Single) (2014.10.10)
- <냉소적인 애새끼> (Digital Single) (2014.12.31)
- <다 가져가도 돼> (Digital Single) (2015.02.11)
- <2015 월경 남수림 5월경> 내게도 그것이 있다면 (Digital Single) (2015.05.28)
- <2015 月經 남수림 11월경> 5882 저축은행 (Digital Single) (2015.11.25)

### 리미와 감자
- 홍콩반점 (Single) (2010. 2. 2)
- 라이타 (Digital Single) (2010. 4. 19)
- 오빠 나 추워 (Digital Single) (2010. 12. 15)
- 치킨 (2011.04.22)
- 뚱뚱하지 않다고 내게 말해줘 (2011.06.24)
- 비키니 (2011.08.03)

## 참여 앨범
- 오버클래스 2집 《Collage 2》 - 〈I'm Hot〉
- 더 콰이엇 4집 《Quiet Storm: a Night Record》 - 〈Airplane Music〉
- 버벌 진트 3집 《The Good Die Young》 - 〈Ordinary〉
- JJ Entertainment & Slapstick Present 컴필레이션 《머더머더 크리스마스》 - 〈The Santa Gang〉, 〈머더머더 크리스마스〉, 〈Motherfxxkin' Christmas〉
- 크루시픽스 크릭 3집 《TRANSFORM》 - 〈Damage Control〉, 〈Dial My Number〉, 〈Elevator [Producer Edition]〉
- 아웃사이더 3집 《주인공》 - 〈피에로의 눈물 3〉
- 원썬 2집 《New Old School》 - 〈Dig It〉
- 제피 1집 《Pandora Disc》 - 〈짐승〉
- 스윙스 1집 《Growing Pains》 - 〈Normal〉

## 이슈

### Rimi 디스곡 고소 사건
2010년 5월 27일, 자신의 친구가 리미에게 고소당했다며 한 힙합플레이야 회원이 음악 국내 게시판에 글을 올렸다. 그는 '조패'라는 닉네임을 쓰는 자신의 친구가 며칠전 자작 녹음 게시판을 통해 리미 디스곡을 올렸고, 리미가 이를 보고 고소하였고 경찰 조사 과정에서도 비겁하게 행동하고 있다며, 항상 "날 싫어할테면 싫어하고 디스할테면 디스해라"라는 당당한 태도를 보여준 리미에게 크나큰 실망을 느끼고 있다고 말하였다. 이 일은 곧바로 힙플 내에서 엄청난 이슈를 불러일으켜 수많은 이들이 게시판에서 며칠간 격한 토론과 비난의 글을 올렸다. 이를 진화하기 위해 리미 측 측근인 감자가 게시판에 해명하는 글을 올렸으나 논란은 쉽게 가라앉지 않았다. 다음날 리미 본인이 다시 해당 디스곡의 가사와 함께 해명글을 올렸는데, 해당 가사는 리미의 랩실력, 외모에 대한 비난은 물론 리미가 과거 같은 크루 멤버였던 Still PM 등의 동료 뮤지션들과 무분별하게 관계를 가졌다는 허위 사실을 담고 있었고 이것이 고소를 하게 만든 원인이라는 주장이었다. 더불어 당시 게시판에서 돌고 있던 잘못된 사실 (예를 들면 경찰에 고소할 때 디스곡으로써가 아니라 가사 일부분을 캡처하여 보내서 비방글로만 보이게 했다는 것)에 대한 해명도 있었다.
이후 두 번째 디스곡이 올라오거나, 조패와 디스곡에서 함께 했던 멤버 중 하나인 "니미"가 다시 리미를 비난하는 글을 올려 상황이 더욱 심각해지는 듯도 하였으나, 6월 2일에 와서야 조패가 친구를 통해 사과글과 여러 부분에 대한 해명글을 올림으로써 이 사건은 마무리지어졌다.

### Rimi와Unique One의 디스
이 디스전은 Unique One의 믹스테입 He Is Dead가 온라인으로 공개되면서 시작되었다. 그의 믹스테입 수록곡 중 잘가 Rimi는 리미를 디스하는 곡이었으며, 그녀의 랩과 외모에 대한 비난도 담겨있지만 주로 Unique One과 리미 사이에서 일어난 기분 나쁜 일들이 기반이 되어있었다. 며칠 지나 리미의 반격곡 잘 나가는 Rimi가 온라인 상으로 공개되었고, 해당 디스전에 대한 논란은 더욱 불이 붙었다. 여기서 그치지 않고 바로 다음날 Unique One이 반격곡 사과만 하면 돼가 올라왔다.
이 디스전에서 리미는 Unique One이 디스곡을 통해 허위사실을 유포하고 있다며 고소도 불사할 것을 밝히기도 하여 긴장이 고조되었다. 그러나 며칠 지나지 않아 둘은 개인적으로 만나 오해를 풀고 화해하였단 것이 알려졌으며, 실제로 이후 Conference 4 공연 홍보 영상에서 둘이 같이 있는 모습이 보이기도 하였다. 또한 Unique One의 He Is Dead 믹스테입은 삭제된 상태다.